# أجندة التنمية لما بعد عام 2015

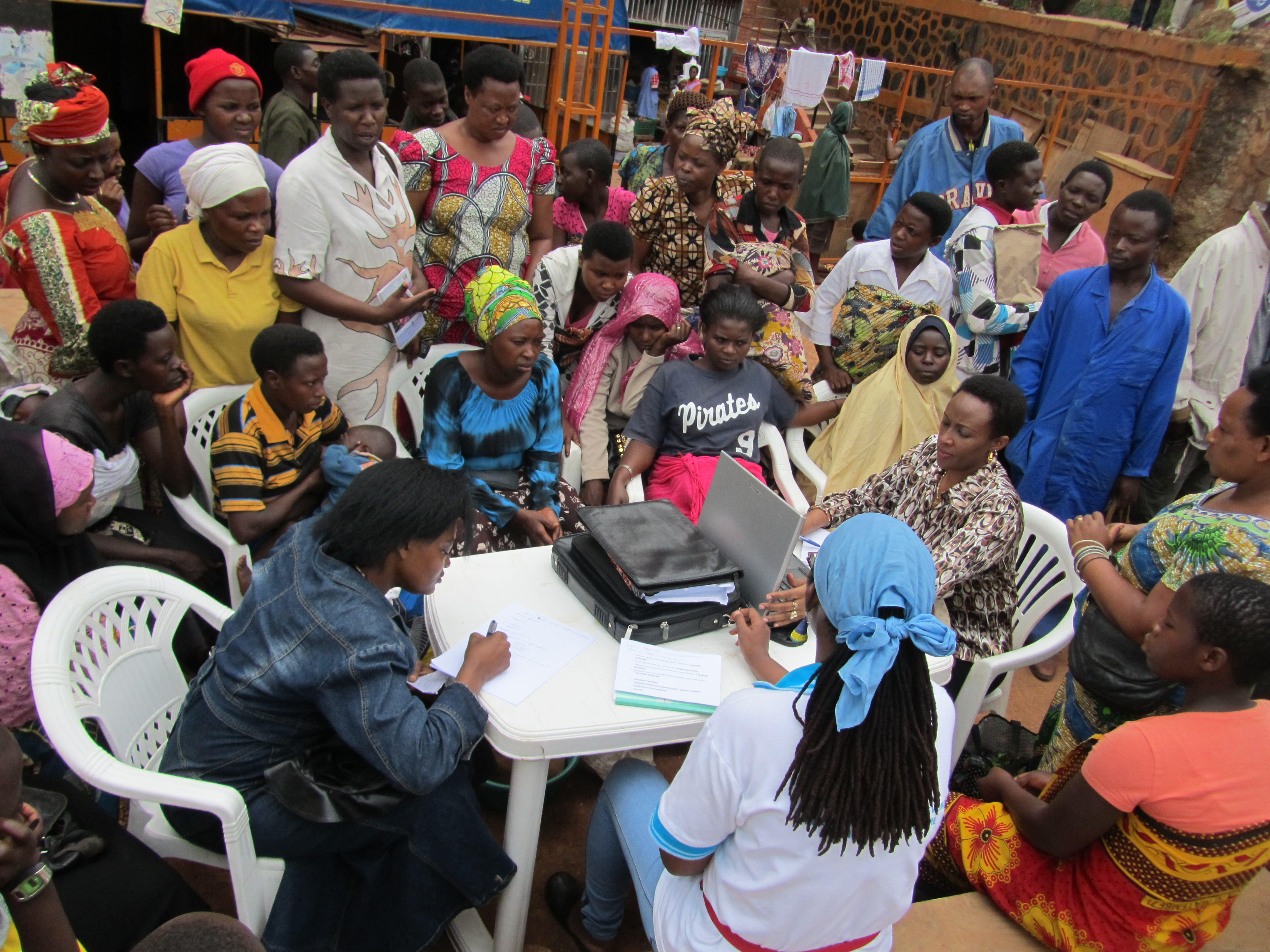

أجندة التنمية لما بعد عام 2015، عملية بقيادة الأمم المتحدة لتحديد إطار التنمية العالمية في المستقبل الذي سيخلف الأهداف الإنمائية للألفية، من عام 2012 إلى عام 2015. يسمى الإطار الجديد -بدءًا من عام 2016- أهداف التنمية المستدامة. 

## فريق عمل الأمم المتحدة
شُكّل فريق عمل منظومة الأمم المتحدة من قبل الأمين العام بان كي مون لدعم الاستعدادات على مستوى منظومة الأمم المتحدة لأجندة الأمم المتحدة للتنمية لما بعد عام 2015. تضم 60 وكالةً تابعةً للأمم المتحدة، بالإضافة إلى البنك الدولي وصندوق النقد الدولي. نشرت تقرير «تحقيق المستقبل الذي نريده للجميع» والذي يُستخدم مدخلًا في عمل الفريق رفيع المستوى.

## المشاورات الإقليمية
أجرت المنظمات الإقليمية مشاوراتٍ لصياغة مواقفَ إقليميةٍ بشأن خطة التنمية لما بعد عام 2015. الجدير بالذكر أن الاتحاد الإفريقي كلف مفوضية الاتحاد الإفريقي، واللجنة الاقتصادية لإفريقيا التابعة للأمم المتحدة، ومصرف التنمية الإفريقي، والمكتب الإقليمي لبرنامج الأمم المتحدة الإنمائي في إفريقيا، بالتوصل إلى موقفٍ إفريقيٍ مشترك بشأن خطة التنمية لما بعد عام 2015. الموقف المشترك نتيجة لمشاوراتٍ دون إقليميةٍ وإقليميةٍ متعددة مع صانعي السياسات الإفريقيين (الوطنيين والإقليميين)، ومنظمات المجتمع المدني، والأوساط الأكاديمية، والقطاع الخاص وأصحاب المصلحة الآخرين ذوي الصلة.
استضاف معهد بلانيت إيرث في مايو عام 2014 حدثًا في الأمم المتحدة في نيويورك، حيث تحدثت اللجنة (وكان فيها ألفارو سوبرينو، وبول بواتينغ، وكريستوفر إدواردز) عن تقديم أجندة العلوم التطبيقية والمهارات لما بعد عام 2015 لإفريقيا: دور الأعمال. 

## المشاورات الوطنية
تهدف المشاورات الوطنية حول أجندة التنمية لما بعد عام 2015 إلى فتح باب الاستعانة بمصادر خارجية لعملية المفاوضات متعددة الأطراف المغلقة عادةً. تولّد المشاورات مدخلاتٍ في صنع السياسات العالمية من الأفراد والمجموعات في 88 دولةً من خلال الاجتماعات والمؤتمرات والمناقشات عبر الإنترنت والمناظرات العامة الأكبر. نُظّمت المشاورات من قبل فرق الأمم المتحدة في الدول الـ 88 المشاركة وانتهت بنهاية مارس 2013. شكلت جزءًا لا يتجزأ من وضع أجندة التنمية لما بعد عام 2015. هدفت المشاورات الوطنية إلى:
- مساعدة الدول على بناء موقف وطني، والذي يمكن أن يسهّل فيما بعد المفاوضات من أجل الإطار المستقبلي.
- زيادة تمكين الدول للإطار المستقبلي. استغرق الأمر عدة سنوات قبل أن تعترف البلدان المتقدمة والنامية بالأهداف الإنمائية للألفية الحالية، التي لم تُصمم بطريقة شاملة.
- المساهمة في بناء إجماع وطني ودولي حول مجموعة من القضايا.
- تقديم منظورٍ شاملٍ للأولويات الوطنية والإقليمية بشأن إطار ما بعد عام 2015 إلى الجمعية العام للأمم المتحدة، وبالتالي تسهيل المفاوضات بين الدول الأعضاء.

تشمل المشاورات أصحاب المصلحة المختلفين بما في ذلك منظمات المجتمع المدني، والمجموعات المحرومة والأقليات، والقطاع الخاص، والأوساط الأكاديمية، ومنظمات المرأة والشباب، وغيرهم من الفئات المستهدفة وفقًا لسياق وطنيٍّ معين. البلدان التي اختيرت للمشاركة هي عينةٌ تمثيليةٌ عبر أبعاد عديدة: إقليمية ووفق تصنيف البلدان وأنواع مختلفة من تحديات التنمية. تحدد البلدان كيف تريد المضي قدمًا بالمشاورات، لكن قدمت مجموعة الأمم المتحدة الإنمائية مبادئ توجيهيةٍ لدعمها. 

## المشاورات المواضيعية العالمية
بدأت المشاورات المواضيعية العالمية في مايو عام 2012، وهدفت إلى تنظيم اجتماعاتٍ رسميةٍ وغير رسمية مع مختلف أصحاب المصلحة حول التحديات الحالية والناشئة. تركز المشاورات على أحد عشر موضوعًا حددتها مجموعة الأمم المتحدة الإنمائية: عدم المساواة، والصحة، والتعليم، والنمو والعمالة، والاستدامة البيئية، والحوكمة، والصراع والهشاشة، وديناميات السكان، والجوع، والأمن الغذائي والتغذوي، والطاقة، والمياه.
عُقدت بالفعل عدة اجتماعاتٍ مواضيعية. عُقد الاجتماع المواضيعي الأول حول النمو والتغيير الهيكلي والعمالة في طوكيو في اليابان، في يومي 15 و16 مايو عام 2012. 

## حوار ما بعد عام 2015
ناقش الباحثون أن حوار ما بعد عام 2015 هو فرصةٌ لتطوير أجندة عملية لضمان ترجمة مبدأ «عدم إغفال أحد» إلى تغييراتٍ حقيقيةٍ لتقديم الخدمات الأساسية للفقراء. دعوا إلى أجندةٍ محتملةٍ والتي يجب أن تعترف بأن كل من القدرات المؤسسية والسياسة مهمةٌ بالنسبة لتقديم هذه الخدمات بشكل أكثر إنصافًا. لم يجدوا مخططًا لذلك، لكن تشير أدلة من معهد التنمية الخارجية وأخرى إلى الحاجة إلى تبني أطرٍ أكثر مرونةٍ ورسوخًا ومبتكرةً لتقديم الخدمات، والتي تتطلب أيضًا تغييراتٍ في نماذج الجهات المانحة. 

## الحوكمة
أُغفلت الدول الضعيفة والمتأثرة بالصراعات، ولم تتغير في التراجع السريع للفقر العالمي منذ عام 2000 كما تشير دراسة فبراير 2013 من معهد التنمية الخارجية. أفاد الباحثون أنه جاء في البيان الختامي لاجتماع مونروفيا الأخير للفريق رفيع المستوى: «لا يكفي النمو الاقتصادي وحده لضمان العدالة الاجتماعية والإنصاف والازدهار المستدام لجميع الناس ... حماية الناس وتمكينهم أمر بالغ الأهمية».
كتبوا أن استطلاع رأي مواطني ماي ورلد العالميين يظهر مدى ما يراه الناس حوكمةً صادقةً ومتجاوبةً كأولوية قصوى. برز هذا باعتباره ثاني أعلى مجموعة من ستة عشر عاملًا، في المرتبة الثانية بعد «التعليم الجيد» على مستوى العالم (وضمن الأولويات الخمس الأولى لبلدان مؤشر التنمية البشرية المنخفضة).
وجد الباحثون أن المجالات التي اكتسبت زخمًا في محادثة ما بعد عام 2015 تشمل:
- بناء المساءلة عن الأهداف في قلب إطار جديد.
- التأكد من وجود شفافية لكيفية استخدام الموارد.
- التزامات الحريات المدنية والسياسية.
- دعم المؤسسات الفعالة للدولة.

حذر الباحثون من استقطاب النقاش حول قوة أهداف ما بعد عام 2015.
وجدوا أن بعض سمات السياسة والحوكمة والمحاسبة تبدو وكأنها تحدد ما إذا حُقّقت التزامات الأهداف الإنمائية للألفية وكيفية تحقيقها (إلى جانب القضايا المهمة المتعلقة بالموارد، والقدرات الفنية وغيرها) وحددت العوامل الرئيسية:
- الالتزامات السياسية الموثوقة بين السياسيين والمواطنين ضرورية.
- تعتبر المؤسسات الأكثر شمولاً مهمةً، وكذلك القدرة على العمل بتضافر.
- فعالية الدول هي العامل المحدد في تقدم التنمية، لذلك تحتاج قدرات الدولة ووظائفها إلى مزيدٍ من الاهتمام.

تركز النتائج التي توصلوا إليها على الحوكمة على المستوى الوطني بسبب المجموعة المتزايدة من الأدلة ذات الصلة بتقدم التنمية المتاحة على هذا المستوى.
الحوكمة العالمية مهمة أيضًا لمؤلفي التقرير. يولون اهتمامًا قويًا بإدراج المؤسسات المتعددة الأطراف والقطاع الخاص والمنظمات غير الحكومية في إطار عمل مستقبلي، استنادًا إلى الإدراك بإمكانية المساعدة أو عرقلة نتائج التنمية المستقبلية.
يطالبون بعملٍ إضافيٍ بشأن أهداف الحوكمة العالمية الطموحة -ولتحديد الخيارات القابلة للتطبيق للقيام بذلك على نحو فعال- في المشاورة العالمية بشأن الحوكمة وأهداف ما بعد عام 2015، وبمحادثةٍ مفتوحةٍ ونقاشٍ مع جهاتٍ فاعلة جديدة. 

## منصات الويب العالمية
أُطلقت منصة الويب العالمية في سبتمبر 2012، وهي مستودع لكل من الاستشارات المواضيعية والوطنية. يسمح للأشخاص من جميع أنحاء العالم بالمشاركة في المحادثة العالمية حول القضية التي يريدون تسليط الضوء عليها في مناقشة التنمية بعد عام 2015. يستضيف الموقع علاوة على ذلك مسحًا عالميًا تكميليًا، يطلب من الأشخاص تقديم أولوياتهم الست من أجل عالم أفضل.
أطلق مبعوث الأمم المتحدة الخاص للشباب ورئيس الجمعية العامة الشراكة العالمية للشباب في أجندة التنمية لما بعد عام 2015 في فبراير عام 2014، مع منصة التعهيد الجماعي لدمج الصيغة المحددة لأولويات الشباب في أهداف ما بعد عام 2015.